# サーモン (アイダホ州)
サーモン（Salmon）は、アメリカ合衆国アイダホ州の都市。レムヒ郡の郡庁所在地である。人口は3,169人（2019年推計）。
レムヒ川の谷に位置し、サカガウィア、他のショショーニ族、ルイス・クラーク探検隊との相互交流によるレムヒ・ショショーニ族の文化に焦点を当てたサカガウィア案内・文化・教育センター（Sacajawea Interpretive, Cultural and Educational Center）がある。

## 歴史
ルイス・クラーク探検隊は、サーモンの南東30マイル (48 km)にあるレムヒ峠を越えてアメリカ大陸分水嶺を横断した。探検隊は現在のサーモン市を通り、サーモン川に沿って進み、ノースフォークを経て、ロストトレイル峠に至り、今日のモンタナ州へ入った。探検隊唯一の女性隊員であったサカガウィアは、サーモン付近のレムヒの谷で生まれた。
1910年から1939年まで、サーモンはギルモア・アンド・ピッツバーグ鉄道の終点であった。
サカガウィア案内・文化・教育センターは2003年8月に開館した。

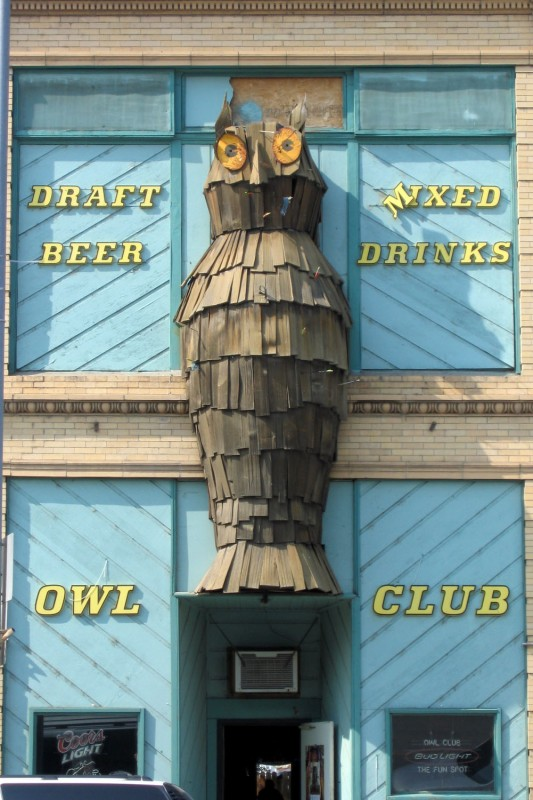
市街地のアウル・クラブ（Owl Club）
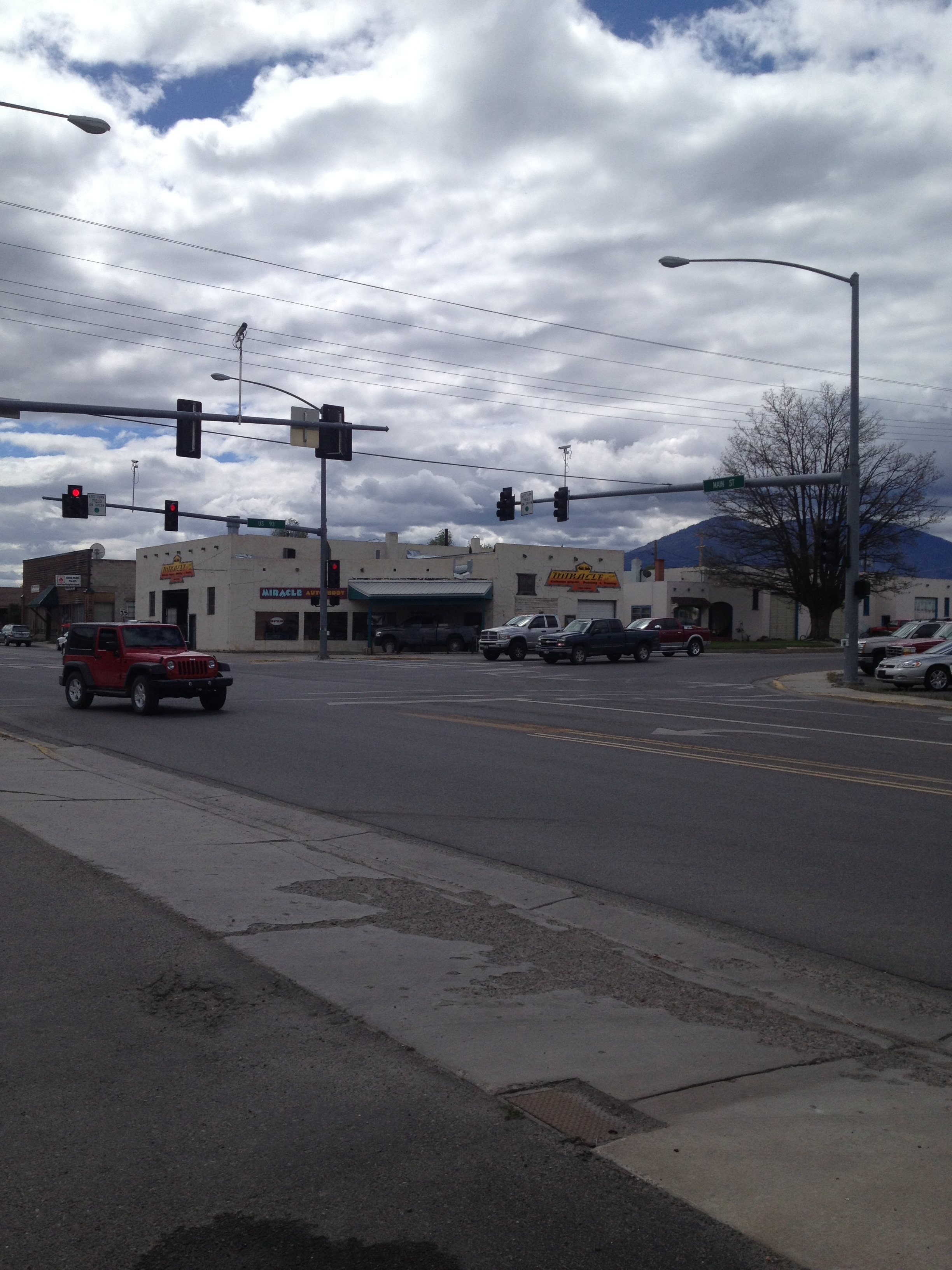
市内の交差点

## 地理
サーモンは北緯45度10分41秒 西経113度54分10秒 / 北緯45.17806度 西経113.90278度（北緯45.178110度西経113.902660度）に位置する。海抜は3,944フィート (1,202 m)である。
アメリカ合衆国国勢調査局によると、市の面積は2.37平方マイル (6.14 km2)で、うち2.33平方マイル (6.03 km2)が陸地、0.04平方マイル (0.10 km2)が水面である。
市内を流れるサーモン川には、ラフティングや他のアウトドア活動を楽しむ人が訪れ、観光収入をもたらす。レムヒ川は市内でサーモン川に合流する。

### 気候
サーモンはステップ気候（ケッペンの気候区分ではBSk）に属し、寒く乾燥した冬と、暑くやや湿潤な夏を特徴とする。
| Salmon KSRA (1971–2000)の気候   | Salmon KSRA (1971–2000)の気候 | Salmon KSRA (1971–2000)の気候 | Salmon KSRA (1971–2000)の気候 | Salmon KSRA (1971–2000)の気候 | Salmon KSRA (1971–2000)の気候 | Salmon KSRA (1971–2000)の気候 | Salmon KSRA (1971–2000)の気候 | Salmon KSRA (1971–2000)の気候 | Salmon KSRA (1971–2000)の気候 | Salmon KSRA (1971–2000)の気候 | Salmon KSRA (1971–2000)の気候 | Salmon KSRA (1971–2000)の気候 | Salmon KSRA (1971–2000)の気候 |
| 月                              | 1月                           | 2月                           | 3月                           | 4月                           | 5月                           | 6月                           | 7月                           | 8月                           | 9月                           | 10月                          | 11月                          | 12月                          | 年                            |
| ------------------------------- | ----------------------------- | ----------------------------- | ----------------------------- | ----------------------------- | ----------------------------- | ----------------------------- | ----------------------------- | ----------------------------- | ----------------------------- | ----------------------------- | ----------------------------- | ----------------------------- | ----------------------------- |
| 平均最高気温 °F （°C）          | 28.4 (−2)                     | 37.0 (2.8)                    | 49.7 (9.8)                    | 59.9 (15.5)                   | 69.1 (20.6)                   | 77.9 (25.5)                   | 87.3 (30.7)                   | 85.5 (29.7)                   | 74.9 (23.8)                   | 60.3 (15.7)                   | 40.7 (4.8)                    | 29.2 (−1.6)                   | 58.3 (14.6)                   |
| 平均最低気温 °F （°C）          | 9.3 (−12.6)                   | 15.2 (−9.3)                   | 24.7 (−4.1)                   | 31.8 (−0.1)                   | 39.5 (4.2)                    | 46.1 (7.8)                    | 50.9 (10.5)                   | 48.5 (9.2)                    | 40.4 (4.7)                    | 30.2 (−1)                     | 21.0 (−6.1)                   | 11.4 (−11.4)                  | 30.8 (−0.7)                   |
| 降水量 inch （mm）              | 0.68 (17.3)                   | 0.49 (12.4)                   | 0.54 (13.7)                   | 0.79 (20.1)                   | 1.42 (36.1)                   | 1.42 (36.1)                   | 1.03 (26.2)                   | 0.82 (20.8)                   | 0.77 (19.6)                   | 0.65 (16.5)                   | 0.73 (18.5)                   | 0.78 (19.8)                   | 10.12 (257.1)                 |
| 出典：NOAA (normals, 1971–2000) |                               |                               |                               |                               |                               |                               |                               |                               |                               |                               |                               |                               |                               |

## 人口

### 2010年国勢調査
2010年国勢調査によると、サーモン市の人口は3,112人、1,420世帯、807家族が暮らす。人口密度は1,335.6人毎平方マイル (515.7/km2)である。住戸は1,628軒で、住戸密度は698.7毎平方マイル (269.8/km2)である。人種構成は96.5%が白人、0.3%がアフリカ系アメリカ人、0.5%がネイティブアメリカン、0.6%がアジア系、0.5%がその他の人種、1.6%が混血である。ヒスパニックまたはラティーノの割合は2.6%である。
1,420世帯のうち、25.6%に18歳未満の子供がおり、41.4%は既婚のカップルが同居し、11.3%は夫のいない女性世帯主の世帯、4.1%は妻のいない男性世帯主の世帯、43.2%は家族のいない世帯である。37.9%が単身世帯、16.3%が65歳以上の単身世帯である。世帯構成員の平均は2.14人、家族構成員の平均は2.80人である。
平均年齢は45.7歳である。21.3%は18歳未満、6.3%は18歳から24歳、21.6%は25歳から44歳、30%は45歳から64歳、20.9%は65歳以上である。男女比は49.3%が男性、50.7%が女性である。

### 2000年国勢調査
2000年国勢調査によると、サーモン市の人口は3,122人、1,369世帯、829家族が暮らす。人口密度は1,813.2人毎平方マイル (700.1/km2)である。住戸は1,576軒で、住戸密度は915.3毎平方マイル (353.4/km2)である。人種構成は96.76%が白人、0.19%がアフリカ系アメリカ人、0.54%がネイティブアメリカン、0.29%がアジア系、0.61%がその他の人種、1.6%が混血である。ヒスパニックまたはラティーノの割合は2.18%である。
1,369世帯のうち、28.6%に18歳未満の子供がおり、46.2%は既婚のカップルが同居し、11.0%は夫のいない女性世帯主の世帯、39.4%は家族のいない世帯である。34.6%が単身世帯、16.5%が65歳以上の単身世帯である。世帯構成員の平均は2.26人、家族構成員の平均は2.93人である。
平均年齢は40歳である。26.4%は18歳未満、6.8%は18歳から24歳、23.9%は25歳から44歳、25.1%は45歳から64歳、17.8%は65歳以上である。18歳以上の女性100人に対して、男性は89.1人である。
平均世帯収入は26,823ドルで、平均家族収入は34,844ドルである。男性の平均年収30,417ドルに対し、女性は18,819ドルである。市民1人当たりの収入は15,749ドルであるが、家族数の15.5%、人口の19.5%が貧困線未満であり、うち28.3%は18歳未満を含み、14.3%は65歳以上を含む。

## 出身者
- J・D・キャノン（英語版） - 俳優
- J・D・フォルサム（英語版） - アメリカンフットボール選手
- エルマー・キース（英語版） - .357マグナム弾、.44マグナム弾、.41マグナム弾の開発者
- サカガウィア（Sacagawea, Sakakawea, Sacajawea; 発音：/ˌsækədʒəˈwiːə/）
- ディック・ランドルフ（英語版） - リバタリアン党員で初めて州議会議員に選出
- リチャード・シャウプ - 政治家

## 生活

### 教育
教育は、サーモン学校区#291およびアッパーカルメン公立チャーター・スクールによって提供される。サーモン高校がある。

### ラジオ
AM放送のKSRA（960 kHz）、FM放送のKSRA-FM（92.7  MHz）があり、どちらもビタールート・コミュニケーションズ（Bitteroot Communications、旧・サーモンリバーコミュニケーションズ）が運営する。